# The Singing Dogs
Die Singing Dogs sind das Ergebnis einer technischen Spielerei aus den 1950er Jahren, bei der Hundegebell zu einer Melodie zusammengeschnitten wurde. Am bekanntesten ist eine Aufnahme des Weihnachtslieds Jingle Bells.

## Hintergrund
Der dänische Hobbyornithologe Carl Weismann war seit 1934 Fachmann für Tierstimmenaufnahmen und hatte sich auf die Aufnahme von Vogelgesang spezialisiert. Ende der 40er Jahre bat ihn der dänische Schulfunk, für eine Lehrsendung über Hunde Aufnahmen von Hundegebell zu machen. Er stellte fest, dass die Hunde in bestimmten Tonlagen bellten und lieh sich fünf Hunde aus, um sie dazu zu bringen, eine Melodie zu bellen. Schließlich nahm er die Belllaute auf Tonband auf und schnitt sie so zusammen, dass dabei das Lied Oh! Susanna, ein 1848 von Stephen Foster geschriebenes Traditional, entstand. Das Ergebnis wurde 1948 im dänischen Rundfunk gesendet.
Vier Jahre später kam Weismann auf die Idee, aus den alten Aufnahmen Kapital zu schlagen, um seine Forschungsarbeiten zu finanzieren. Aus den Tonbändern bastelte er weitere Lieder und erstellte eine Schallplatte, die sich in Dänemark 10 000 Mal verkaufte. Aufgrund des Erfolges vergab er die Rechte auch ins Ausland.
In Großbritannien (Pye Nixa Records) und den USA (RCA Victor) erschien Ende 1955 eine Single mit Stephen Fosters Oh! Susanna als A-Seite und einem Medley aus Jingle Bells, Three Blind Mice und Pat-a-Cake als B-Seite. Als Interpret war angegeben: Don Charles presents the Singing Dogs directed by Carl Weismann. Die Single erreichte Platz 13 in den UK-Charts und Platz 22 in den US-Best-Sellers-Charts. Es gab noch weitere Veröffentlichungen mit den Singing Dogs, die aber nicht mehr erfolgreich waren.
In Deutschland erschien Oh! Susanna und Jingle Bells zusammen mit Hänschen klein und Backe, backe Kuchen bei Metronome Records.
15 Jahre später stieß der New Yorker Radio-DJ Howard Smith auf eine der alten Singles und spielte Jingle Bells um die Weihnachtszeit in seinem Programm. Er bekam sehr positive Hörerreaktionen, von denen auch die Plattenfirma RCA erfuhr. Diese beschloss daraufhin, die Single wiederzuveröffentlichen. Diesmal nahmen sie jedoch den einminütigen Teil von Jingle Bells aus dem Medley und setzten ihn zu einer fast zweiminütigen Version neu zusammen. Diese wurde dann zusammen mit Oh! Susanna auf der zweiten Seite 1971 als Weihnachtssingle herausgebracht. Diese längere Jingle-Bells-Version erreichte Kultstatus und wird bis heute immer wieder gespielt.
Mitte der 2000er untersuchten zwei Meinungsforschungsunternehmen in den USA die Vorlieben der Radiohörer bei den Weihnachtsliedern. Dabei wurde Jingle Bells von den Singing Dogs als unbeliebtestes Weihnachtslied ermittelt.
Carl Weismann starb 1999. Obwohl er kein promovierter Vogelkundler gewesen war, werden seine Forschungen in Fachkreisen geschätzt. Seine Aufnahmen von Vogelstimmen sind heute in den British Library National Sound Archives zu finden.

## Diskografie
- 1955: Oh! Susanna / Pat-a-Cake/Three Blind Mice/Jingle Bells (medley) (US:RCA Victor / UK: Pye Nixa)
- 1956: Hot Dog Rock 'n Roll / Hot Dog Boogie (US: RCA Victor)[3]
- 1957: Those Barking Dogs! EP (UK: Pye Nixa)[4]
- 1971: Jingle Bells / Oh! Susanna (US: RCA Victor)[5]